# Albert d'Anethan
Albert d’Anethan, né le 13 juin 1849 à Bruxelles et mort le 25 juillet 1910 à Tokyo, est un diplomate belge.

## Carrière
Le baron Albert d’Anethan était le fils d'Henry d'Anethan, secrétaire du Roi Léopold Ier, et le neveu de Jules-Joseph d'Anethan. Il avait épousé Eleonora Haggard, sœur de l'écrivain Henry Rider Haggard. 
Succédant à Georges Neyt à la tête de la légation belge en 1893, le baron Albert d'Anethan déplaça celle-ci de Yokohama à Tokyo en novembre de la même année. En 1894, d'Anethan fut élevé aux rangs d'envoyé extraordinaire et de ministre plénipotentiaire. Albert d'Anethan servit pendant dix-sept ans au Japon, excepté ses retours chez lui de mars 1897 à décembre 1897, de décembre 1901 à novembre 1902, d'août 1906 à mars 1907, et de mars 1909 à janvier 1910. Son mandat à Tokyo coïncida avec la première guerre sino-japonaise (1894-1895) et la guerre russo-japonaise (1904-1905).
En 1904, il était doyen du corps diplomatique à Tokyo, jusqu'à sa mort le 25 juillet 1910. Il est enterré au cimetière de Zōshigaya à Tokyo. Son épouse laissa des mémoires publiés sous le titre Fourteen Years of Diplomatic Life in Japan.
Albert d'Anethan fut suivi à la tête de la légation belge par Georges della Faille de Leverghem.

## Sources
- R. Delcore, Les diplomates belges, Bruxelles-Wavre, Mardaga, 2010
- Embassy of Japan in Belgium